# Fasil Gerbremichael
Fasil Gebremichael Woldegebriel (amh. ፋሲል ገብረሚካኤል; ur. 17 października 2000) – piłkarz etiopski grający na pozycji bramkarza. Od 2021 jest zawodnikiem klubu Bahir Dar Kenema.

## Kariera klubowa
Swoją karierę piłkarską Fasil rozpoczął w klubie Sebeta City. W sezonie 2020/2021 zadebiutował w jego barwach w pierwszej lidze etiopskiej. W 2021 przeszedł do Bahir Dar Kenema.

## Kariera reprezentacyjna
W reprezentacji Etiopii Fasil zadebiutował 3 września 2021 roku w przegranym 0:1 meczu eliminacji do MŚ 2022 z Ghaną rozegranym w Cape Coast. W 2022 roku został powołany do kadry na Puchar Narodów Afryki 2021, jednak nie rozegrał na nim żadnego meczu.